# Hannah Werth
Hannah Werth (Springfield, 1º novembre 1990) è una pallavolista statunitense.
Gioca nel ruolo di schiacciatrice nelle Valencianas de Juncos.

## Carriera
La carriera di Hannah Werth inizia a livello giovanile con l'Illini Elite Volleyball Club e parallelamente con la squadra di pallavolo del suo liceo, la Glenwood High School; nello stesso periodo fa parte delle selezioni giovanili statunitensi, vincendo la medaglia d'oro al campionato nordamericano Under-20 2008. Gioca poi per la squadra della sua università, la University of Nebraska-Lincoln, con la quale prende parte alla NCAA Division I dal 2009 al 2012.
Nella stagione 2013 inizia la carriera professionistica con le Vaqueras de Bayamón, squadra della Liga Superior portoricana; tuttavia nel corso del campionato subisce un infortunio, che la costringe a concludere anticipatamente la stagione. Torna a giocare nel medesimo campionato anche nella stagione successiva, ingaggiata dalle Valencianas de Juncos, che tuttavia lascia a metà stagione per passare alle Lancheras de Cataño.
Nel dicembre 2014 firma a stagione in corso col Volley Soverato, club della Serie A2 italiana; nel febbraio 2015 però torna a giocare in Porto Rico con le Valencianas de Juncos.

## Vita privata
Proviene da una famiglia di sportivi: è figlia dell'ex atleta Kim Schofield e dell'ex giocatore di baseball Daniel Werth; anche suo fratello Jayson è un giocatore di baseball, mentre sua sorella Hillary fa parte della nazionale statunitense di bob; lo zio ed il nonno materno, Richard Schofield e John Richard Schofield, sono due ex giocatore di baseball.

## Palmarès

### Nazionale (competizioni minori)
- Campionato nordamericano Under-20 2008

### Premi individuali
- 2010 - AVCA All-America Second Team
- 2012 - AVCA All-America Second Team